# Li Chunhua
Li Chunhua (chinesisch 李春華; * Oktober 1954) ist ein Diplomat der Volksrepublik China.

## Leben
Li Chunhua ist verheiratet und hat eine Tochter.
Nach einem ersten Einsatz als Botschafter von 1979 bis 1983 in Lissabon, wurde er von 1983 bis 1985 in Peking im Außenministerium beschäftigt und dort anschließend bis 1987 als Gesandtschaftssekretär dritter Klassen der Abteilung Afrika zugeteilt. Als Gesandtschaftssekretär zweiter Klasse wurde er von 1987 bis 1991 in Maputo und anschließend bis 1997 als stellvertretender Leiter der Abteilung Afrika im Außenministerium eingesetzt.
Nach einer Berufung als Generalkonsul von 1997 bis 2002 in São Paulo, wurde Li Chunhua von 2003 bis 2007 als Gesandtschaftsrat in die Sonderverwaltungszone nach Macau versetzt. Von 2007 bis 2009 wurde er als stellvertretender Leiter der Abteilung Wirtschaftszusammenarbeit der Verwaltung des staatlichen Offshore Ölförderunternehmens berufen und war anschließend bis 2012 wieder als Botschafter zunächst in Praia und seitdem in Maputo, (Mosambik) tätig.
| Vorgänger                        | Amt                                                        | Nachfolger |
| -------------------------------- | ---------------------------------------------------------- | ---------- |
| Sun Rongmao                      | Botschafter der Volksrepublik China in Praia 2009 bis 2012 | Su Jian    |
| Mi Shiheng Shao Fu Tan Tock Hing | Botschafter der Volksrepublik China in Maputo Seit 2012    | —          |